# Żyzń sielskogo swiaszczennika
Żyzń sielskogo swiaszczennika. Bytowaja chronika iz żizni sielskogo duchowienstwa (ros. Жизнь сельского священника. Бытовая хроника из жизни сельского духовенства) – powieść Fiodora Liwanowa wydana w 1877 roku. Opowiada o wiejskim kapłanie Rosyjskiej Cerkwi Prawosławnej, który wraz z żoną w swojej wiejskiej parafii zwalcza stary obrządek oraz wszelkie przejawy nihilizmu i zdeprawowania. Powieść została zauważona przez krytykę i zebrała negatywne recenzje.

## Tło powstania

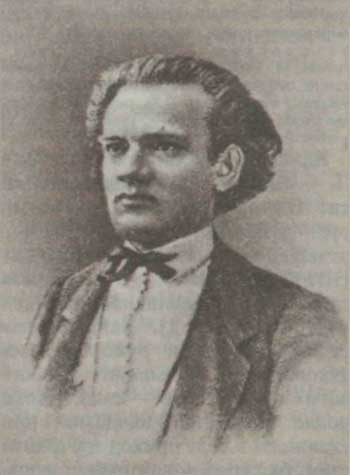
Fotografia Liwanowa umieszczona przez autora w drugim tomie dzieła Raskolniki i ostrożniki.

Fiodor Wasiljewicz Liwanow był synem kapłana państwowej cerkwi prawosławnej w miejscowości zdominowanej liczebnie przez wyznawców starego obrządku.
Liwanow ukończył Saratowskie Duchowne Seminarium, po czym kilka lat przepracował jako nauczyciel w Samarskiej szkole duchownej. W 1856 roku wstąpił do Kazańskiej Akademii Duchownej, którą ukończył ze stopniem kandydata teologii w 1860 roku.
Po zakończeniu edukacji Fiodor Wasilewicz porzucił ścieżkę duchowną i przeszedł na służbę urzędniczą, co postawiło go w szeregu raznoczyńców. Karierę tą rozpoczął w 1861 roku od niskiej posady w departamencie audytu ministerstwa wojskowego, następnie zatrudnienie znalazł w permskim urzędzie celnym. W 1865 roku przeniósł się do stolicy, gdzie otrzymał zatrudnienie w departamencie Ministerstwa Spraw Wewnętrznych. Piotr Wałujew skierował go do zadań związanych z raskolnikami – polecił Liwanowowi opisać historię sekt mołokan i duchoborców, co też Fiodor Wasiliewicz wykonał na podstawie archiwów ministerstwa.
Jako pisarz zadebiutował w 1861 roku krótkim opowiadaniem Pochożdnienije biegłogo kantonista, zaś w 1862 roku opublikował tłumaczenie poematu Torquata Tassa Jerozolima wyzwolona. Ani ten przekład, ani jego dzieła z następnych pięciu lat nie zostały zauważone przez krytykę literacką.
Liwanow szczególnie zainteresował się tematyką staroobrzędowców i sekt prawosławnych. W drugiej połowie lat sześćdziesiątych publikował rozliczne artykuły (dokumentalne i beletryzowane) o tej problematyce, czasami rezygnując z honorarium autorskiego. Główną publikacją Liwanowa związaną ze staroobrzędowcami i członkami sekt było wielotomowe dzieło Raskolniki i ostrożniki, wydawane od 1868 roku. Praca ta była jawnym atakiem na wyznawców starego obrządku oraz ich domniemanych popleczników. Autor wykorzystywał w nim materiały Ministerstwa Spraw Wewnętrznych, uzupełniając je swoimi wymysłami. Książki, a zwłaszcza drugi tom, zawierający ostre ataki przeciwko krytykom, nie spotkały się z uznaniem środowiska literackiego. W atmosferze skandalu V tom dzieła został w 1875 roku spalony z polecenia cenzury, która nie wydała zgody na publikację również VI tomu.
Po porażce związanej z blokadą kontynuacji Raskolników i ostrożników Liwanow wydawał dzieła o charakterze edukacyjnym, które także nie zbierały pozytywnych opinii. Do tematyki staroobrzędowców częściowo powrócił w 1877 roku, wydając powieść Żyzń sielskogo swiaszczennika. Bytowaja chronika iz żizni russkogo duchowienstwa.
Powieść powstawała na tle dyskusji o roli kleru w społeczeństwie, rozgorzałej w latach 60. i 70. XIX wieku, głównie na łamach rozwijającej się wówczas prasy kościelnej. Reformy kościelne Aleksandra II nie były daleko idące, zwiększyły natomiast odpływ młodych ludzi ze stanu duchownego. Synowie prawosławnych duchownych, którzy nie przyjmowali święceń kapłańskich, stawali się raznoczyńcami. O ile część z nich ulegała znacznej radykalizacji, to wielu podążało za śladami ojców, tylko w świeckiej sferze, wybierając zawody oparte na służbie społeczeństwu. Ludzie ci zachowywali lojalistyczne i zazwyczaj konserwatywne poglądy, jednak inaczej widzieli rolę kapłana, pragnęli reform stanu duchownego. Taki zestaw poglądów przeciwstawiał ich niechętnej reformom cerkiewnej hierarchii, jak i opozycyjnie nastawionym członkom inteligencji. Jednym z punktów krytyki raznoczyńców-lojalistów była postać kapłana, pełniącego posługę na wsi.

## Treść
Według zamieszczonej w prasie reklamy Liwanow miał w swojej książce bronić stanu duchownego przed publicznym potępieniem, jednocześnie prezentując ideał wiejskiego kapłana.
Fabuła powieści skupia się na losach wiejskiego duchownego prawosławnego, Aleksandra Ałmazowa, oraz jego narzeczonej, a następnie małżonki Wiery Nikołajewny Tatiszczewej, absolwentki Nikołajewskiego Instytutu. Para poznaje się w trakcie egzaminu, jaki Aleksandr zdaje na zakończenie seminarium. Dziewczyna, wraz ze swoim wujkiem, pokazuje Ałmozowowi różne aspekty świeckiego życia, których wcześniej nie znał, jak na przykład literatura piękna. Ze względu na zawarcie małżeństwa Aleksandr nie kontynuuje edukacji w akademii duchownej. Zamiast tego zostaje kapłanem na wsi, gdzie rozpoczyna walkę z nihilistami, staroobrzędowym popem oraz występkami moralnymi parafian. W trzy lata udaje mu się doprowadzić mieszkańców wsi do wyżyn moralnych, zaś jego żona wybudowała lub zorganizowała w tym czasie szkołę, szpital czy bank. Sam Aleksandr też jest formowany, głównie za sprawą małżonki. W finale powieści Wiera umiera, zaś główny bohater, za radą biskupa przyjmuje postrzyżyny mnisze i pod nowym mniszym imieniem  Agatangel (Agafangieł) rozpoczyna naukę w akademii duchownej.
Marta Łukaszewicz zauważa, iż Żyzń sielskogo swiaszczennika zawiera w sobie cechy trzech różnych, często przeciwstawnych gatunków, występujących w rosyjskiej literaturze lat 60. i 70. XIX wieku. Ze względu na uczynienie głównym bohaterem kapłana oraz szeroki opis jego działalności w parafii jest to powieść o życiu duchownych. Jednocześnie Aleksandr przedstawiony jest jako przedstawiciel nowego pokolenia, pokazany w dziele w opozycji do starego porządku w klerze. Taki konflikt umieszcza pracę Liwanowa w kategorii powieści o „nowych ludziach”. O ile jednak stary porządek wśród duchownych przedstawiony został negatywnie, to w warstwie świeckiej krytyka autora skupia się na przedstawicielach nowego. W ten sposób Żyzń sielskogo swiaszczennika zalicza się do powieści antynihilistycznych.

## Odbiór
W reakcji na powieść Liwanowa Nikołaj Leskow opublikował w Stranniku obszerny artykuł recenzyjny Karikaturnyj idieał. Utopia iz cerkowno-bytowoj żizni. Pisarz odmówił dziełu Liwanowa wartości artystycznych i polemizował z treścią utworu. Przede wszystkim wskazał i wyśmiał wiele z absurdów powieści, takich jak postać Wiery, która, mimo że odebrała jedynie podstawową edukację, jest w stanie zorganizować szpital czy bank. Mimo że bohaterowie zwalczają – z pomocą żandarmów i prokuratury – nihilizm i emancypację, to sama Wiera jest w pełni wyemancypowana – mąż słucha się jej we wszystkim, jest od niego inteligentniejsza. Taka sytuacja jest według Leskowa nierealna. Z drugiej strony nihilizm w oczach bohaterów też został przejaskrawiony – oznaką emancypacji według Aleksandra były choćby stosunki pozamałżeńskie.
Aleksandr Wadkowski w recenzji zamieszczonej w Prawosławnym sobiesiedniku również podkreślił absurdalność powieści Liwanowa. Zwrócił uwagę, iż wiejski pop przedstawiony przez pisarza osiągnął większe sukcesy apostolskie niż ojcowie Kościoła. Wadkowski zauważył w powieści plagiat – Liwanow zamieścił w niej kazanie biskupa smoleńskiego Jana, wygłoszone 27 lutego 1866 roku w Petersburgu. Po 20 latach odnaleziono i inne przykłady plagiatu – Liwanow spisał całe strony z Siemiennej chroniki Siergieja Aksakowa. W tym samym magazynie ukazała się również neutralna recenzja A. Popowa, umieszczająca utwór Liwanowa na tle dzieł poświęconych duchowieństwu. 
Periodyk Cztienija w obszczestwie lubitielej duchownogo proswieszczenija zamieścił recenzję powieści, w której skrytykował kreowany przez Liwanowa ideał kapłana. Nowatorstwo duchownego miało nie licować z godnością duchownego. Dodatkowo krytyk wytknął Liwanowowoi pełną zależność bohatera od małżonki.